# Nicolau Sofià
Nicolau Sofià (en grec antic Νικόλαος Σοφιανός, Nikòlaos Sofianòs; en llatí Nicolaus Sophianus) va ser un mestre grec que va ensenyar a Roma tot i que no tenia un gran coneixement del llatí. Potser es podria identificar amb Miquel Sofià.
Vossius diu que era un grec de Corfú que va crear un mapa de l'antiga Grècia que encara que imperfecte era de gran vàlua al seu temps. Un llibre a la biblioteca de Sant Marc a Venècia titulat τοῦ Σοφιανοῦ De Syntaxi, podria ser obra seva així com un tractat anomenat De Praeparatione (seu Confectione) et Usu Astrolabii.
Va viure al segle xvi.